# Szacsevo
Szacsevo (macedónul: Сачево) település Észak-Macedóniában, a Délkeleti körzetben, a Sztrumicai járásban.

## Népesség
- 2002-ben 540 lakosa volt, akik mindannyian macedónok.